# Роузленд (Флорида)
Роузленд (англ. Roseland) — переписна місцевість (CDP) в США, в окрузі Індіан-Рівер штату Флорида. Населення — 1591 особа (2020).

## Географія
Роузленд розташований за координатами 27°50′14″ пн. ш. 80°29′15″ зх. д. / 27.83722° пн. ш. 80.48750° зх. д. (27.837198, -80.487530).  За даними Бюро перепису населення США в 2010 році переписна місцевість мала площу 7,98 км², з яких 4,92 км² — суходіл та 3,06 км² — водойми. В 2017 році площа становила 8,39 км², з яких 4,91 км² — суходіл та 3,49 км² — водойми.

## Демографія
Згідно з переписом 2010 року, у переписній місцевості мешкали 1472 особи в 708 домогосподарствах у складі 423 родин. Густота населення становила 184 особи/км².  Було 921 помешкання (115/км²).
Расовий склад населення:
| - 94,5 % — білих - 1,1 % — чорних або афроамериканців - 0,9 % — азіатів - 0,5 % — корінних американців - 0,1 % — вихідців з тихоокеанських островів |

До двох чи більше рас належало 2,2 %. Частка іспаномовних становила 3,6 % від усіх жителів.
За віковим діапазоном населення розподілялося таким чином: 12,7 % — особи молодші 18 років, 57,5 % — особи у віці 18—64 років, 29,8 % — особи у віці 65 років та старші. Медіана віку мешканця становила 55,0 року. На 100 осіб жіночої статі у переписній місцевості припадало 94,7 чоловіків;  на 100 жінок у віці від 18 років та старших — 97,1 чоловіків також старших 18 років.
Середній дохід на одне домашнє господарство  становив 72 020 доларів США (медіана — 51 458), а середній дохід на одну сім'ю — 73 547 доларів (медіана — 54 609). За межею бідності перебувало 10,7 % осіб, у тому числі 22,4 % дітей у віці до 18 років та 17,9 % осіб у віці 65 років та старших.
Цивільне працевлаштоване населення становило 708 осіб. Основні галузі зайнятості: освіта, охорона здоров'я та соціальна допомога — 39,3 %, будівництво — 17,9 %, фінанси, страхування та нерухомість — 8,5 %, науковці, спеціалісти, менеджери — 7,9 %.